# Tectaria harlandii
Tectaria harlandii är en ormbunkeart som först beskrevs av William Jackson Hooker, och fick sitt nu gällande namn av C. M. Kuo. Tectaria harlandii ingår i släktet Tectaria och familjen Tectariaceae. Inga underarter finns listade.